# مجالات STEAM

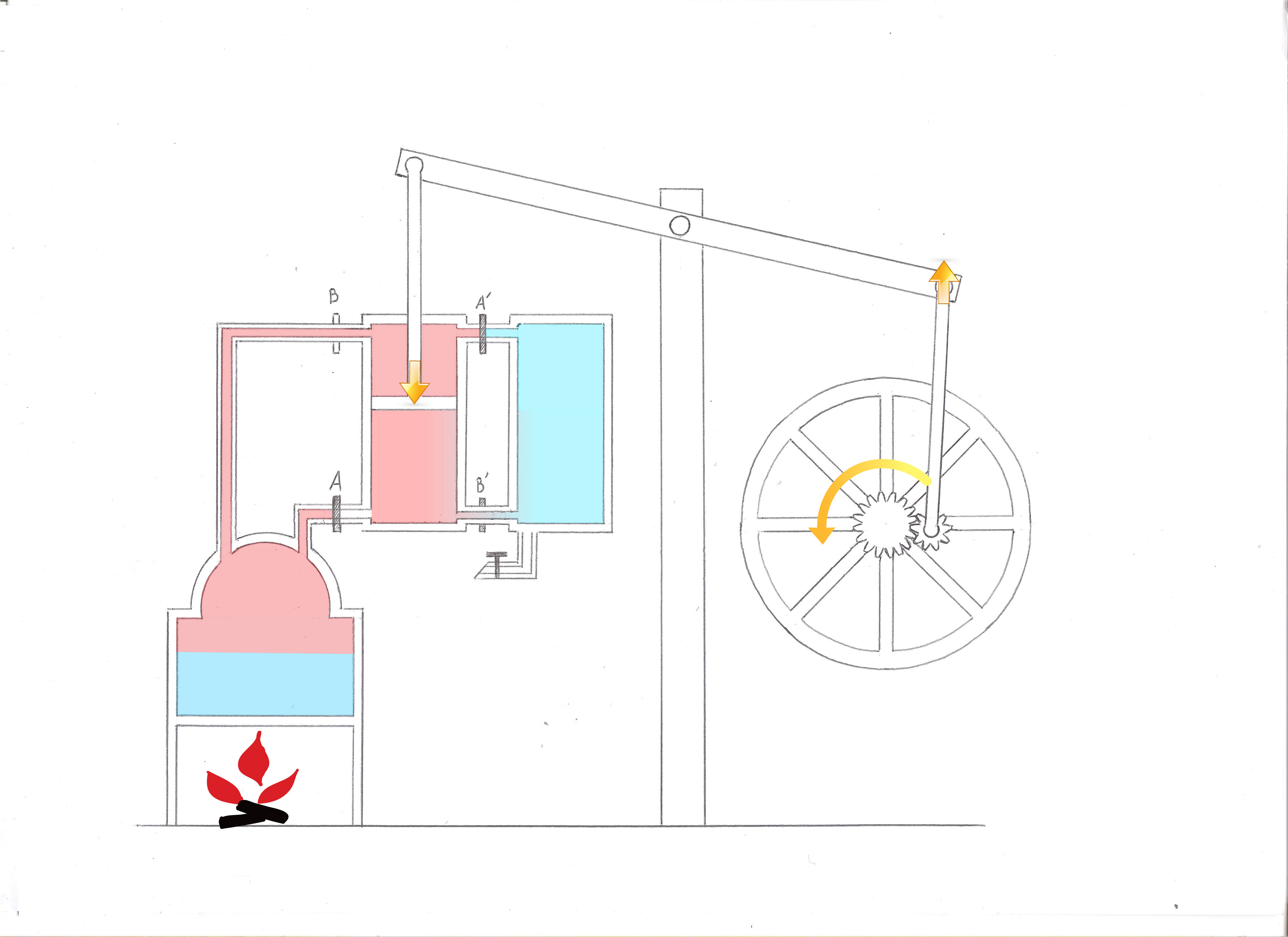
صورة تعبيرية لعملية دمج موضوعات STEM مع موضوعات الفنون

مجالات STEAM هي مجالات العلوم والتقانة والهندسة والفنون والرياضيات. صممت STEAM لدمج موضوعات STEM مع موضوعات الفنون في مختلف التخصصات التعليمية ذات الصلة. تهدف هذه البرامج إلى تعليم الطلاب الابتكار والتفكير النقدي واستخدام الهندسة أو التقانة في تصميمات خيالية أو مناهج إبداعية لمشاكل العالم الحقيقي مع البناء على قاعدة الطلاب في الرياضيات والعلوم. تضيف برامج STEAM الفنون إلى منهج STEM من خلال الاعتماد على مبادئ التفكير والتصميم، وتشجيع الحلول الإبداعية.